# Саловка (Оренбургская область)
Саловка — деревня в Бугурусланском районе Оренбургской области России, в составе Благодаровского сельсовета.

## География
Деревня расположена вблизи границы с Самарской областью, на овраге Родниковом в 11 км к северо-западу от окраин Бугуруслана и центра сельского поселения села Благодаровка.
Имеются подъездная дорога с юга из Бугуруслана. От деревни на юго-запад отходит местная дорога к посёлкам Алга и Пчёлка, примыкающая затем к дороге на Бугуруслан.

## Население
| 2010 |
| ---- |
| 135  |

Национальный состав
По данным Всероссийской переписи населения 2010 года:
| № | Национальность | Численность, чел. | Доля |
| - | -------------- | ----------------- | ---- |
| 1 | русские        | 80                | 59 % |
| 2 | чуваши         | 28                | 21 % |
| 3 | татары         | 7                 | 5 %  |
| 4 | мордва         | 4                 | 3 %  |
| 5 | другие         | 16                | 12 % |